# لورین (اوهایو)
لورین(به انگلیسی: Lorain) شهری در ایالت اوهایو کشور ایالات متحده آمریکا است که جمعیت آن در سرشماری سال ۲۰۱۰ میلادی، ۶۴٬۰۹۷ نفر بوده‌است.

## نگارخانه

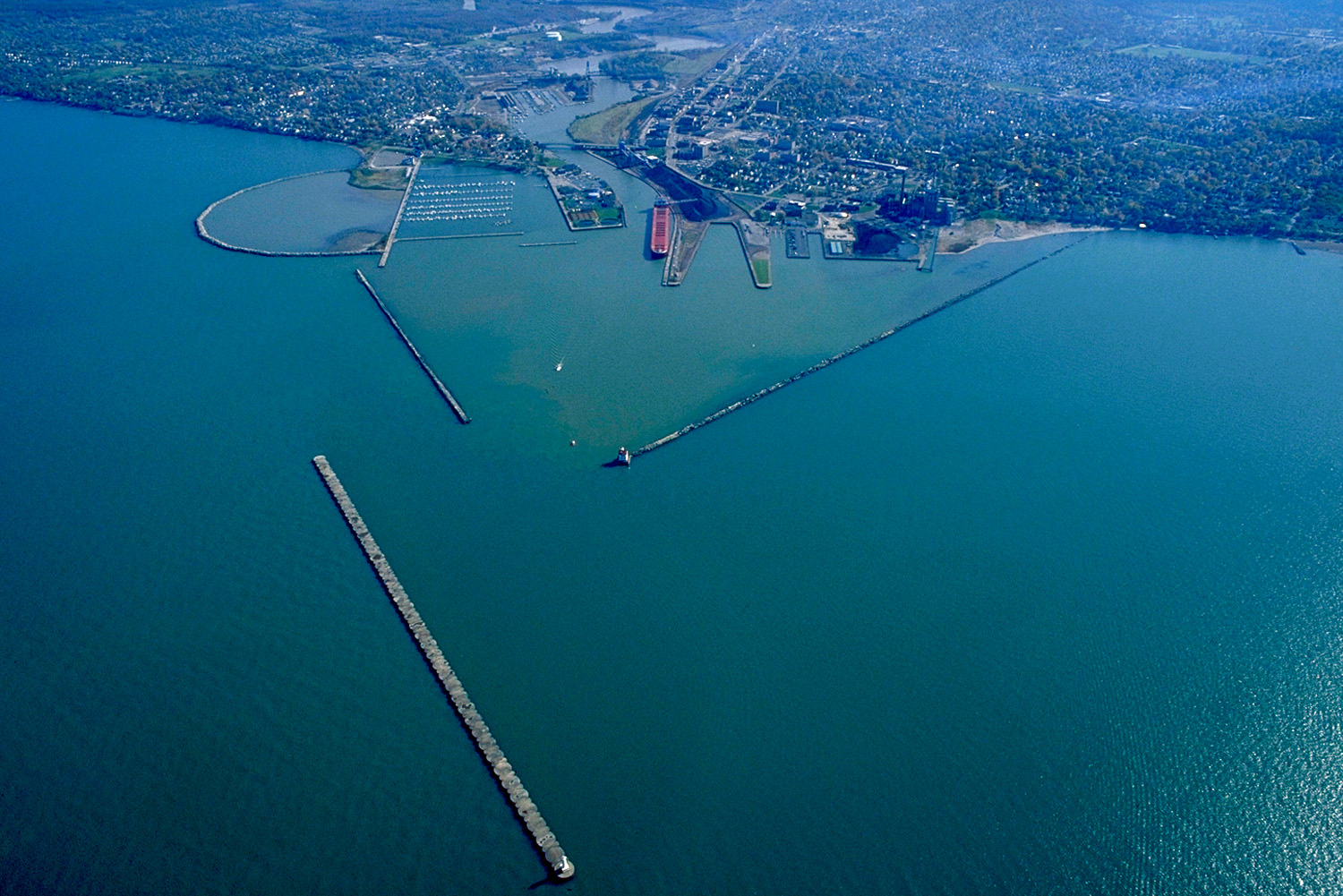